# إفير كانتيرو
إفير كانتيرو (بالإسبانية: Ever Cantero)‏ هو لاعب كرة قدم ومدرب كرة قدم باراغواياني في مركز الهجوم، ولد في 3 ديسمبر 1985 في أسونسيون في باراغواي. لعب مع ريفر بليت ونادي بالستينو ونادي بوليفار ونادي كوبريسال.

## وصلات خارجية
- إفير كانتيرو على موقع قاعدة بيانات كرة القدم.إي يو (الإنجليزية)
- إفير كانتيرو على موقع Soccerway.com (الإنجليزية)
- إفير كانتيرو على موقع AS.com (الإسبانية)